# Gert Frank
Gert Frank (Hobro, 1956. március 15. – 2019. január 19.) olimpiai bronzérmes dán kerékpárversenyző.

## Pályafutása
Az 1976-os montréali olimpián 100 km-es csapatversenyben bronzérmet nyert Jørn Lunddal, Verner Blaudzunnal és Jørgen Emil Hansennel.

## Sikerei, díjai
- Olimpiai játékok – országúti csapatverseny
  - bronzérmes: 1976, Montréal